# Jana Lahodová
Jana Lahodová-Vudmasková, née le 4 juin 1957 à Hradec Králové (Tchécoslovaquie) et morte le 15 octobre 2010, est une ancienne joueuse tchécoslovaque de hockey sur gazon. Elle est médaillée d'argent aux Jeux de 1980.

## Carrière
Jana Lahodová fait partie de l'équipe nationale tchécoslovaque médaillée d'argent aux Jeux olympiques d'été de 1980 à Moscou.

## Palmarès

### Jeux olympiques
- médaille d'argent du tournoi féminin en 1980 à Moscou,  Union soviétique